# إريك كارتمان
إريك ثيودور كارتمان (بالإنجليزية: Eric Cartman) شخصية رئيسية من شخصيات المسلسل الشهير ساوث بارك المؤدي الصوتي للشخصية هو تري باركر إريك أكثر الشخصيات شهرة وأكثرها إثارة للجدل من بين جميع الشخصيات الأخرى.زيادة وزن كارتمان الواضحة جعلته دائما محل سخرية الأخرى ن وبالأخص كايلي بروفلوفسكي ولكن كارتمان يحاول إنكار هذه الحقيقة طوال الوقت مبررا بأنه ليس بدينا ولكنه(big boned). يقول المؤلفان أن الشخصية مستوحاة من الشخصية الهزلية أرشي بانكر.

## شخصيته
إريك هو الابن الوحيد لامه ليان كارتمان قد اتضح انها أبوه بنفس الوقت في إحدى الحلقات وهو مدلل، حاد الطباع، بذئ اللسان,عنصري، طماع، بدون مشاعر تقريبا ولا يتورع عن فعل أي شيء للوصول إلى هدفه. بدانة إريك جعلته مثار السخرية بكلمات مثل "fat ass" or "lard ass". ويرى إريك أن مواقف مثل الموت والمرض مواقف طريفة. ولا يعتبر إريك نفسه شخصا سيئا ولا أمه كذلك إلا في ما ندر. من أعز أصدقائه الضفدع كلايد (لعبة) حيث نشاهد إريك يتحدث إليه في الأوقات الحرجة وعندما يلعب بمفرده. ومن الأصدقاء (الألعاب) المفضلين لديه الدب ولينكتون.

## دوره في ساوث بارك
يرتاد إريك كارتمان لمدرسة ساوث بارك الابتدائية كطالب في صف السيد جاريسون. يكون كارتمان والشخصيات الرئيسية الأخرى في الصف الثالث خلال الحلقات الـ 58 الأولى من البرنامج، وبعد ذلك ينتقلون إلى الصف الرابع. كارتمان طفل وحيد وتربيه ليان كارتمان، وهي أم عازبة منحلة. في حلقة «أم كارتمان لا تزال فاسقة قذرة» (1998)، تدعي ليان كارتمان أنها ثنائية الجنس وتدعي أيضًا أنها والد كارتمان وأنها لا تعرف المرأة التي أنجبت كارتمان. ولكن يُكشف لاحقًا في الحلقة «201» في الموسم 14 (2010) أن ليان هي والدته بالفعل، وأن والده البيولوجي الحقيقي هو جاك تينورمان، وهو شخصية خيالية للاعب سابق لفريق دنفر برونكوز الذي رتب كارتمان قتله في الموسم الخامس (2001) في حلقة «سكوت تينورمان يجب أن يموت»، ما يعني أن كارتمان وسكوت تينورمان أخوة غير أشقاء وأن هوية ليان الجنسية كثنائية الجنس موضع تساؤل.
من بين الشخصيات الرئيسية في البرنامج، يتميز كارتمان بأنه «الطفل البدين»، وتعتبر سمنته موضوعًا مستمرًا تستخدمه الشخصيات الأخرى لإهانته والسخرية منه طوال فترة البرنامج. غالبًا ما يُصور كارتمان على أنه العدو أو الشرير الذي تكون أفعاله محركة للأحداث وتُعتبر الحبكة الرئيسية للحلقة. الأطفال الآخرون وزملاء الدراسة ينفرون من سلوك كارتمان غير الحساس والعنصري والكاره للأجانب والمعادي للسامية والكسول والمغتر بنفسه، لكنهم يتأثرون أحيانًا بسلوكه اللحوح والمتلاعب والدعائي.
كايل، وهو يهودي، غالبًا ما يكون هدفًا لإهانات كارتمان المفترية والمعادية للسامية. كان بين الاثنين عداوة منذ بداية البرنامج، وأصبح التنافس بينهما أكثر وضوحًا بكثير مع تقدم السلسلة، حتى أن كارتمان يُعرض كايل بصورة روتينية للخطر الجسدي. على سبيل المثال، في حلقة «مشكلة اللوزتين» قام كارتمان بإصابة كايل بفيروس العوز المناعي البشري عن عمد. يُعرض كايل كارتمان للخطر عن عمد أيضًا وذلك بإقناعه في حلقة «فاتبيرد» بالذهاب إلى الصومال على أمل أن يُقتل. ينبع تنافسهما من تعارض شخصياتهما. إذ يُقيد كايل أخلاقه الحازمة، بينما يفضل كارتمان أن ينغمس في سعادته ويفعل كل ما في وسعه لإيذاء الآخرين.
ومع ذلك، يكون كايل أحيانًا مشاركًا متحمسًا في مخططات كارتمان، وأحيانًا يُرى كارتمان في البرنامج يُعامل كايل بصورة جيدة، ولكن عمومًا يكون وضع كراهيتهم جانباً مؤقتًا ولهدف مشترك، أو ليتلاعب أحدهما بالأخر. قارن باركر وستون العلاقة مع تلك التي يشاركها كل من أرشي بنكر ومايكل «ميت هيد (المخبول)» ستيفيك في المسلسل السيت كوم كل شيء داخل العائلة. لدى كايل ميل إلى مراهنة كارتمان مع اعتقاده بضمان فوزه بالرهان، وغالبًا ما يخسر هذه الرهانات عندما تُنجز الأعمال التي وعد بها كارتمان والتي يستبعد كايل إمكانية إنجازها. ليس دافع كارتمان في هذا الصدد فقط الربح النقدي، بل هو هاجس بالنصر على كايل، وهذا التعلق بين الاثنين يلعب في النهاية دورًا رئيسيًا في الحبكة الفرعية للحلقة المكونة من ثلاثة أجزاء «أرض الخيال» (الموسم 11، 2007). أثبت هذا الهوس أيضًا أنه يتفوق في الواقع على الأهداف الأخرى التي يرغب كارتمان في تحقيقها، على سبيل المثال، في حلقة «كريستيان روك هارد (المسيحيون يحتفلون الروك بشدة)» يراهن كارتمان كايل أنه سيصنع ألبومًا يحصل على جائزة الألبوم البلاتيني قبل أن يتمكن كايل. بعد توظيفه لبترز وتوكين، يُنشئ كارتمان فرقة روك مسيحية تدعى «الإيمان +1» و«يكتب» أغاني مسيحية فقط باستخدامه لأغاني حب وتغيير كلمات فيها مثل «عزيزتي» بـ «يسوع» (وبالتالي تصبح الأغنية تُلمح بهزلية لإقامة علاقات جنسية مع يسوع). على عكس جميع الاحتمالات، تصبح الفرقة ناجحة إلى حد كبير، إذ تمكنت من بيع أكثر من مليون نسخة (ما يعني احتمال كسبها لملايين الدولارات). ولكن، نظرًا لأن فرقة موسيقى روك مسيحية لا يمكنها فعلًا الحصول على ألبوم بلاتيني (وهذا غير صحيح في الحياة الحقيقية)، فإن كارتمان يخسر الرهان. على الرغم من جمعه لقاعدة كبيرة من المعجبين بالإضافة إلى دخل كبير ثابت، فإن كارتمان لم يغضب إلا لأنه لم يكن قادرًا على الفوز بالرهان. أثناء قبوله لجائزة ميريث أمام حشد كبير من المسيحيين يصبح كارتمان غير مبالي بسبب غضبه، ويبدأ بالتحدث بصخب ويستخدم كلمات معادية للمسيحيين ويخسر كل المعجبين والأرباح. يتبين أيضًا أن لدى كارتمان نزعة سادية عالية تجاه كايل، وأعرب مرارًا وتكرارًا عن رغبته في رؤيته يعاني، وأظهر أيضًا أنه يستمتع بمعاناة كايل وإذلاله إلى أقصى الحدود. في حلقة «أنت تتقدم في العمر»، الحلقة الأخيرة من النصف الأول من الموسم الخامس عشر لساوث بارك، يُلمح بأن صداقة كايل وكارتمان قد تتطور لصداقة حقيقية، ربما بسبب الفراغ الذي خلفه رحيل ستان الواضح. سرعان ما يتلاشى هذا عندما يعود كلاهما إلى الوضع المعتاد كأعداء لدودين في نهاية حلقة «آس برغر (برغر المؤخرة)»، بسبب إدراك كايل للطريقة المقرفة التي أنتج بها كارتمان البرغر. عادةً ما يظهر استياء كارتمان من ستان عندما يعلن بفخر عن كراهيته لكل من ستان وكايل باعتبارهما ثنائيًا، ويقتصر عادةً ازدرائه لستان كفرد على انزعاجه من حساسية ستان وحبه للحيوانات وعلاقته مع ويندي تيستابورغر.

## الشعبية
لم يكن في الحسبان عندما بدأ عرض المسلسل أن ينال كارتمان هذه الشهرة العارمة والتي تعود الي سلوكه السيئ وطباعه الحادة والتي بدأت مع بداية عرض المسلسل، سبب اخر لهذا وهو أن إريك دائما ما يأتي بأفكار وخطط جديدة والتي لا يهتم لها بقية أصدقائه فهو غالبا ما يأتي صائحا "You guys! You guys! Guess what?" ولمعرفة المؤلفان بمدي شعبية الشخصية فلقد حرصوا علي أظهار جميع جوانبها السيئة المتمثلة في خطط إريك العجيبة والغير معتادة وغالبا ما يجني إريك نتيجة هذه الخطط في اخر الحلقات.

## أقوال مشهورة
لكارتمان العديد من الأقوال المشهورة والمتكرره عبر العديد من الحلقات ومنها:
- Screw you guys, I'm going home
- But moooaaaaam
- Good job jew
- Respect my authority
- I hate hippies

## روابط خارجية
- إريك كارتمان على موقع ميوزك برينز (الإنجليزية)
- إريك كارتمان على موقع أول ميوزيك (الإنجليزية)
- إريك كارتمان على موقع ديسكوغز (الإنجليزية)